# Aphelocephala
Genre
Le genre Aphelocephala comprend des passereaux appartenant à la famille des Acanthizidae. Ils sont endémiques d'Australie.

## Liste des espèces
D'après la classification de référence (version 2.2, 2009) du Congrès ornithologique international (ordre phylogénique) :
- Aphelocephala leucopsis – Gérygone blanchâtre
- Aphelocephala pectoralis – Gérygone à collier roux
- Aphelocephala nigricincta – Gérygone à collier noir